# 네스토리우스
네스토리우스(그리스어: Νεστόριος, 386년? ~ 451년)는 콘스탄티노폴리스의 대주교이며, 재직기간은 428년 4월 10일에서부터 431년 6월 22일까지이다. 기독교의 한 갈래인 네스토리우스파(경교)의 시조다.

## 생애

### 태어남
381년에 시리아 속주에서 태어나 안티오키아에서 몹시수에스티아의 테오도로스의 가르침을 받았으며, 안티오키아의 사제이자 수도사, 설교자로서 활약했다. 설교를 통해 점차 세간의 명성을 얻으면서 테오도시우스 2세 때인 428년 시신니우스 1세의 후임으로 콘스탄티노플 대주교가 되었다. 그는 아타나시우스를 지지하며 알렉산드리아 주교 키릴루스 등과 맞섰다. 당시 키릴로스 학파는 신성에 중심을 두고 비인격적인 인간성 이상의 것으로 예수 그리스도를 인정하지 않았다.

### 대주교
당시 대주교가 된 네스토리우스는 예수의 어머니 마리아에게 「하느님의 어머니(theotokos)」라는 칭호를 붙이는 것을 반대하였다. 신인설은 예수가 참 신(神)이자 완전한 인간이며 이를 떼어 생각할 수 없다는 것이지만, 네스토리우스는 인간 예수에게 신이 임하여 「신의 아들」 그리스도가 되었다며, 예수의 신성과 인성을 구분하는 이성설을 주장하였다. 마찬가지로 마리아도 인간으로서의 예수의 어머니일 뿐이라고 주장했다. 「하느님의 어머니」라는 용어는 신보다 우월한 존재로서 마리아를 오해할 여지가 있다고 생각했기 때문이다. 대신 그는 「그리스도의 어머니(Christotokos)」이라는 칭호를 쓸 것을 제안하였다.

### 그리스도론
네스토리우스는 그리스도가 「신」으로서의 예수와 「인간」으로서의 로고스 인격을 가지고 있다는 주장을 인정하지 않았다. 신성과 인성이 한 몸 안에 유기적, 기계적으로 연합되어 있는 인간이라는 것이 네스토리우스의 주장이었다. 그리스도는 완전한 인간으로 그저 도덕적으로 이어져 있을 뿐이며, 예수는 신인(神人)이라기보다는 오히려 신을 담당하는 사람이었다고 했다. 이러한 논점에서 그는 키릴로스파와 격렬하게 대립하였는데, 키릴로스파는 독자적인 그리스도론을 제출하여 안티오키아 학파 및 네스토리우스에 맞서 치열하게 논쟁을 전개했다. 알렉산드리아 학파(키릴로스파)는 철학의 측면에서 플라톤 주의의 계보에 있었고, 안티오키아 학파는 아리스토텔레스의 계보로 이어져 있었다.

### 에페소스 공의회
로마 제국 내에서 논란이 격화되자 동로마 제국의 테오도시우스 2세와 서로마 제국의 발렌티니아누스 3세는 결국 431년 에페소스에서 공의회를 소집한다(에페소스 공의회). 이 공의회에서 키릴루스와 에페소스 주교 멤논에 의해 네스토리우스의 교리는 이단으로 정죄되었으며, 네스토리우스는 주교직에서 파면되었다. 키릴로스도 소동의 책임을 물어 일시 파면되었으나 후에 복직하였다.

### 세상을 뜨다
435년 국외로 추방된 네스토리우스는 페트라로 망명, 수도원에서 은둔하다가 451년에 이집트의 이비스에서 세상을 떠난다. 죽기 1년 전 네스토리우스는 자서전적인 책 「다마스코의 헤라클레이데스론」을 지었는데, 이 책은 1910년에 재발견되어 네스토리우스 연구에 큰 변화를 가져왔다.

### 동방선교
로마에서 이단으로 몰린 네스토리우스를 지지하던 교인들은 네스토리우스파를 형성하여 각지에서 활동을 전개했다. 페르시아를 거쳐 중국의 당까지 전해져, '경교'라는 이름으로 한때 융성하였다. 알로펜 신부는 경교의 선교사로 온 당나라에서 고승 대덕(大德)으로 불렸다.

### 칼케돈 공의회
이단으로 정죄 받은 이후 네스토리우스를 지지하는 교인들은 네스토리우스파를 형성하고 각지에서 활동을 전개했다. 451년의 칼케돈 공의회에서 알렉산드리아 학파는 다시 한번 이단으로 단죄되는데, 그 일례로 칼케돈 공의회에서 나온 칼케돈 신조에는 예수는 완전한 인간이자 참 하나님인데, 그의 신성과 인성은 분리되지 않는다는 내용이 담겨 있다. 칼게돈 공의회는 네스토리우스의 파면에 대해서도 사면을 행했지만, 그가 이단으로 인정된 사실은 바꾸지 않았다.

## 네스토리우스파기독교의 태동

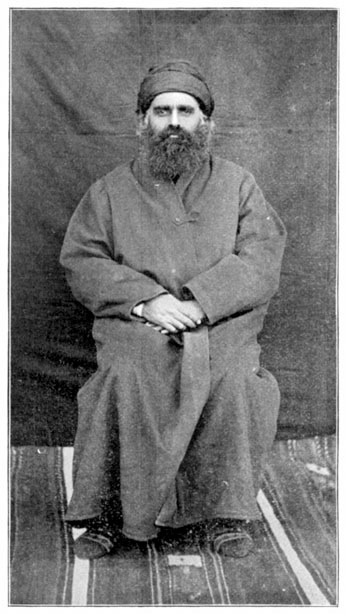
네스토리우스파 기독교 대주교, 1897년 촬영

네스토리우스 대주교의 가르침(Nestorianism)을 따르던 이른바 ‘이단자’들인 네스토리우스파 기독교 신자들은 주류 기독교의 박해를 피해서 북아프리카(이집트)와 아랍 세계 지역 일부로 도망치게 되었고, 심지어는 이슬람교가 지배하던 지역과 중국 대륙, 몽골로까지 넘어가게 되었다.
네스토리우스파를 중국에서는 서양에서 온 종교라고 해서 경교라고 불렀는데, 알로펜 신부 등의 선교사들의 전도로 중국에 전해진 경교는 대진사라는 교회를 세우고 수도자들을 양성하였다. 개신교 신학자인 김양선 목사는 불국사에서 발견됐다고 하는 돌십자가를 근거로 이 때에 네스토리우스파가 신라에도 들어왔다고 주장했다. 그의 주장이 만약 사실이라면 한국교회사의 처음을 연 기독교 교파는 천주교가 아니라, 경교가 되는 셈이지만, 성물 몇 가지만 확인될 뿐 실제 신앙이 전래되었는지는 현재 분명하게 파악할 수 없다. 한편 몽골에서는 경교를 복음을 받드는 자라고 하여 ‘야리기온’이라고 불렀다.
이슬람이 지배하던 지역으로 넘어간 경교는 아랍 세계에 고대 그리스와 로마의 문명을 전해주게 되며, 훗날 르네상스 시기에 유럽에서는 이미 소멸되어 버린 고대 그리스-로마의 문명을 다시 유럽에 전달하는 역할을 하게 된다.
현재 경교는 북부 이라크, 이란과 인도 남부 및 전세계에 100만여 명의 신도들이 칼데아 가톨릭교회, 아시리아 교회 등의 이름으로 남아 있어, 성 토마스가 세운 남부 인도 교회 등과 더불어 동방 교회의 전통을 지키고 있다.

## 같이 보기
- 라오디케이아의 아폴리나리스

## 참고 문헌
- 이 문서에는 다음커뮤니케이션(현 카카오)에서 GFDL 또는 CC-SA 라이선스로 배포한 글로벌 세계대백과사전의 내용을 기초로 작성된 글이 포함되어 있습니다.